# ماوري روز
ماوري روز (بالإنجليزية: Mauri Rose)‏ (و. 1906 – 1981 م) هو سائق فورمولا 1، وسائق سيارة سباق أمريكي، ولد في كولومبوس، توفي في رويال أوك، عن عمر يناهز 75 عاماً.